# Oligotenes
Oligotenes is een geslacht van vlinders van de familie bladrollers (Tortricidae), uit de onderfamilie Tortricinae.

## Soorten
- O. amblygrapha Diakonoff, 1973
- O. antistita Diakonoff, 1974
- O. chrysoteuches Diakonoff, 1954
- O. hierophantis Diakonoff, 1954
- O. polylampes Diakonoff, 1954